# Bobigny - Pablo Picasso (metrostation)
Bobigny - Pablo Picasso is een station van de metro in Parijs langs metrolijn 5 en tramlijn 1, in Bobigny.

## Geschiedenis
Het station is geopend op 25 april 1985, na de verlenging van metrolijn 5 van Église de Pantin naar Bobigny - Pablo Picasso. De naam van het station verwijst naar de gemeente Bobigny en Rue Pablo Picasso, genoemd naar de Spaanse moderne kunstenaar Pablo Picasso.
Het station wordt sinds 21 december 1992 ook aangedaan door tramlijn 1, van 21 december 1992 tot 15 december 2003 was het station het eindpunt van tramlijn 1

## Ligging

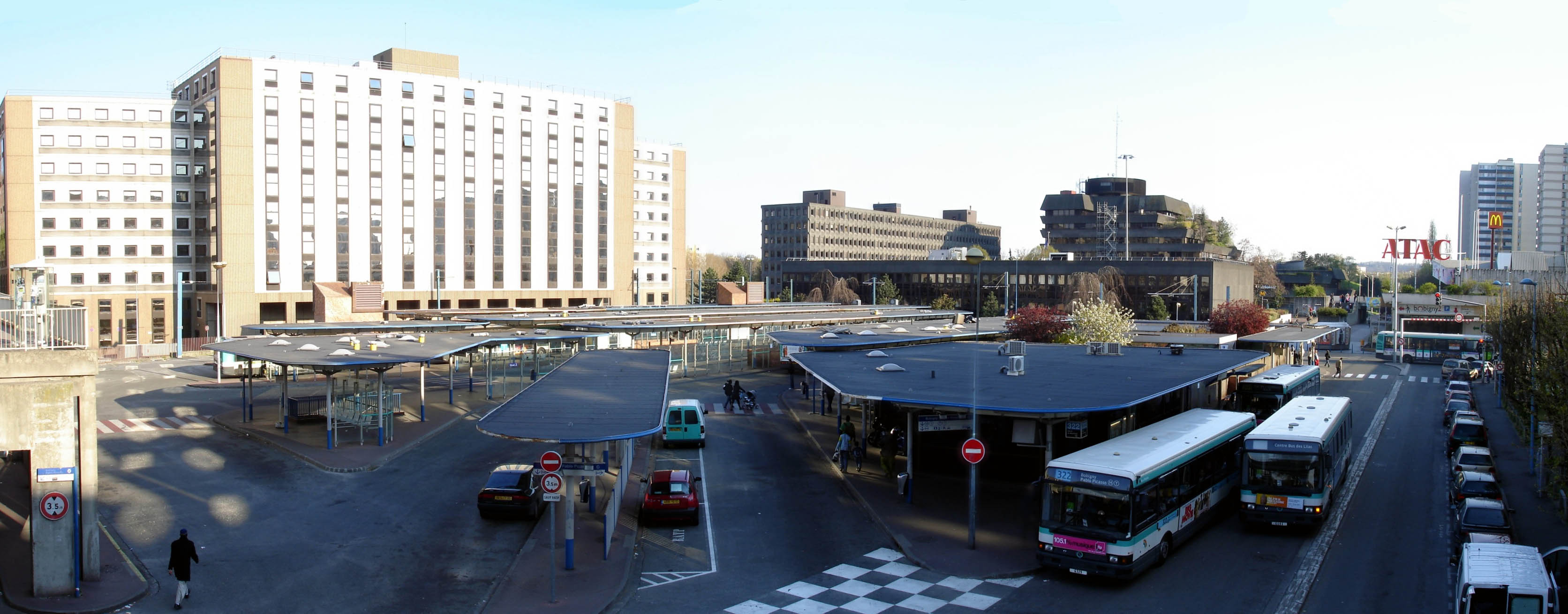
Het busstation annex metroingang. De tramhalte bevindt zich linksboven

Het metrostation ligt direct onder een busstation, welke ligt bij de Rue Pablo Picasso. De tramhalte bevindt zich op de Rue Carnot.
De omgeving wordt beheerst door typische banlieue betonbouw; men vindt er onder meer de prefectuur van het departement Seine-Saint-Denis.

## Aansluitingen
Het busstation, dat bij het metrostation ligt, wordt aangedaan door 16 buslijnen, waarvan acht van het RATP-busnetwerk en vijf van bij Optile aangesloten busbedrijven. De overige drie lijnen zijn Noctilien-nachtbuslijnen, welke ook door de RATP geëxploiteerd worden.
Bobigny - Pablo Picasso · 
Bobigny - Pantin - Raymond Queneau · 
Église de Pantin · 
Hoche · 
Porte de Pantin · 
Ourcq · 
Laumière · 
Jaurès · 
Stalingrad · 
Gare du Nord · 
Gare de l'Est · 
Jacques Bonsergent · 
République · 
Oberkampf · 
Richard-Lenoir · 
Bréguet - Sabin · 
Bastille · 
Quai de la Rapée · 
Gare d'Austerlitz · 
Saint-Marcel · 
Campo-Formio · 
Place d'Italie